# Joachim Wermann

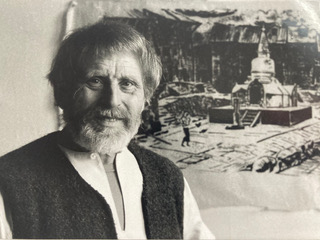
Joachim Wermann

Joachim Wermann (* 3. Dezember 1925 in Neuhausen/Erzgeb.; † 28. November 2016 in Frankfurt a.M.) war ein deutscher Maler.

## Leben & Werk
Wermann verbrachte seine frühe Kindheit bei seinem Großvater in Potsdam. Ab 1933 lebte er mit seiner Mutter und dem Stiefvater in Ludwigslust/Mecklenburg. Von seinem 14. Lebensjahr an erhielt er Malunterricht bei dem Mecklenburger Maler und Graphiker Hermann Schepler. Im April 1943 wurde er einberufen und als siebzehnjähriger Soldat an die Ostfront des Zweiten Weltkriegs geschickt. Ein Jahr später wurde er schwer verwundet, was die Amputation seines rechten Beines zur Folge hatte.
1946 bis 1947 war er Mitglied im Künstlerkollektiv Techentin, das Hermann Schepler gegründet hatte.
Von 1948 bis 1956 studierte Wermann an der Akademie der Bildenden Künste München und war Meisterschüler bei Franz Nagel.
Bereits während seines Studiums führte er öffentliche Aufträge aus. 1953 erstellte er einen „Kreuzweg“ aus vierzehn Tafeln für die damalige Kirche Zum Hl. Kreuz in Wittelshofen/Mittelfranken. Es folgten Fresken für die Kirche St. Bonifatius in Schnelldorf/Mittelfranken sowie mehrere Glasfenster mit biblischen Motiven.
1955 erhielt er den Förderpreis des Kulturkreises der deutschen Wirtschaft und stellte seine Arbeiten in der ars viva in Aachen aus.
In den Jahren von 1958 bis 1963 lebte er in Indien und Nepal. Er malte im tibetischen Kloster „Deva Lama Gompa“ in Bodhnath, Nepal sowie in der Musik- und Tanzschule „Kalakshetra“ von Rukmini Devi Arundale in Madras. 1959 nahm er als Zeichner am „Survey of Trible Dances of South India“ in Madras teil. Sein Versuch, ein Institut zur Erhaltung der architektonischen Denkmäler Nepals zu gründen, blieb allerdings erfolglos. Es folgten Ausstellungen in Kalkutta (1960) und in Kathmandu (1962).
1965 siedelte er nach Langen in Hessen über. Er arbeitete dort mit im „Werkhof im Torbogen“, hielt Vorträge an Volkshochschulen sowie in kulturellen Einrichtungen und gab Malunterricht. Mehrmonatige Studienreisen führten ihn nach Sri Lanka (1977 und 2002), Japan und Korea (1987) sowie Ägypten (2000), Jordanien (2001) und Indien (2002, 2006, 2007).

## Ausstellungen (Auswahl)
- 1955 ars viva, Aachen[6]
- 1960 Teilnahme an der Ausstellung Kirchenbau der Gegenwart in Deutschland anlässlich des 37. Eucharistischer Weltkongresses in München[7]
- 1964 Staatliches Museum Schwerin[8]
- 1967 Langen/Hessen[9]
- 1970 Djakarta, Goethe-Institut[10]
- 1972 Darmstadt, Galerie Garuda[11]
- 1976 Darmstadt, Galerie im Mozartturm[12]
- 1985 Frankfurt, a. M., Galerie Neue Horizonte[13]
- 2014 Frankfurt a. M., Wiesengrund[14]

## Werke (Auswahl)
- ab 1953 öffentliche Arbeiten für Kirchen, Schulen, Krankenhäuser: Mosaike, Glasfenster, Fresken, Reliefs, Kupfer- und Bronze-Arbeiten, Paramente, Textil-Entwürfe[15][16]
- 1953 Kreuzweg in der Kirche Zum Hl. Kreuz in Wittelshofen/Mittelfranken[17]
- 1955 Fresken im Altarraum der Kirche St. Bonifatius in Schnelldorf/Mittelfranken[18]
- 1957 Relief-Keramik im Vorraum des Krankenhauses „Stift Bethlehem“ in Ludwigslust/Mecklenburg[19]
- 1975 Kupfer-Relief im Altarraum der Heilig-Geist-Kirche in Bad Alexandersbad[20]